# Îles Tuamotu-Gambier
Les îles Tuamotu-Gambier, les archipels des Tuamotu et des Gambier, l'archipel des Tuamotu-Gambier, simplement Tuamotu-Gambier ou officiellement la subdivision administrative des (îles) Tuamotu-Gambier, regroupent géographiquement les îles Tuamotu et les îles Gambier, qui sont géographiquement proches.  
La commune de Hao est le chef-lieu des Îles Tuamotu-Gambier. Le tāvana hau des Îles Tuamotu-Gambier (chef de la circonscription) est Terii Seaman, et la cheffe de la subdivision administrative est Alexandra Chamoux depuis le 27 mars 2024. 
En raison d'une différence entre les subdivisions administratives et circonscriptions électorales aux îles Tuamotu-Gambier, la Polynésie française a 5 subdivisions administratives, mais 6 circonscriptions électorales. 

## Division administrative

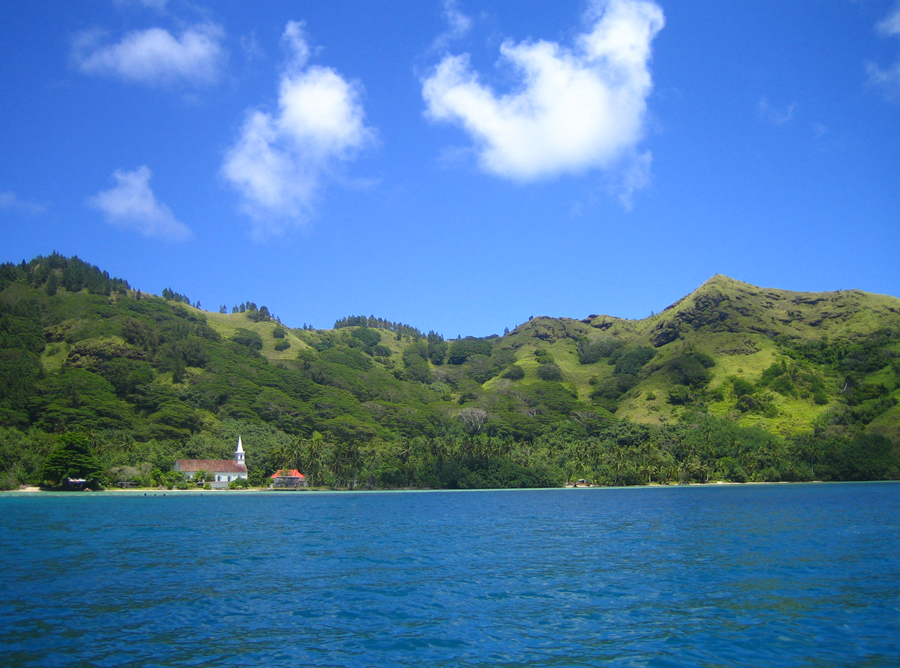
Taravai, Îles Gambier

Sur le plan administratif, les îles Tuamotu-Gambier forment l’une des 5 subdivisions administratives de la Polynésie française, la « subdivision administrative des (îles) Tuamotu-Gambier », constituée de 17 communes : Anaa, Arutua, Fakarava, Fangatau, Hao, Hikueru, Makemo, Manihi, Napuka, Nukutavake, Puka-Puka, Rangiroa, Reao, Takaroa-Takapoto, Tatakoto et Tureia  (les 16 communes des Tuamotu) ainsi que la commune de Gambier (qui comprend les îles Gambier, le groupe Actéon et quelques atolls).

## Divisions électorales
Alors que chacune des quatre autres subdivisions administratives de la Polynésie française constitue une circonscription électorale pour l'Assemblée de la Polynésie française, les Îles Tuamotu-Gambier se composent de deux circonscriptions électorales différentes : 
- la circonscription des Îles Gambier et Tuamotu Est, constituée de 12 communes : la commune de Gambier sur les îles Gambier ainsi que les 11 communes d' Anaa, Fangatau, Hao, Hikueru, Makemo, Napuka, Nukutavake, Pukapuka, Reao, Tatakoto et Tureia dans la partie orientale des Tuamotu ;
- la circonscription des Îles Tuamotu Ouest, constituées des 5 communes d'Arutua, Fakarava, Manihi, Rangiroa et Takaroa dans la partie occidentale des Tuamotu.